# Снунит, Михаль
Михаль Снунит (ивр. מיכל סנונית‎, род. 16 июля 1940, Эйн-ха-Хореш, Центральный округ) — израильская журналистка, редактор журнала, поэтесса и автор книг для детей. 

## Биография
Михаль Лернер (позже Снунит) родилась в кибуце Эйн-ха-Хореш, который помогли основать её родители, родившиеся в Бельгии. Она изучала ивритскую литературу и театр в Тель-Авивском университете. Она замужем за Цви Элпелегом.

## Литературная карьера
С 1975 по 1979 год Снунит была редактором еженедельного журнала. Помимо книг для юных читателей, она опубликовала статьи о детской литературе и написала тексты песен для детских мюзиклов.
«Птица души» — поэтическая история для детей о взаимоотношениях между нами и нашей душой. В Израиле было продано 400 000 экземпляров, и книга была переведена на более чем 25 языков. Её привлекательность схожа с привлекательностью «Маленького принца» Сент-Экзюпери: простой язык детства используется для передачи более глубокого философского послания. 
В 2005 году она стала лауреатом Премии премьер-министра за произведения на иврите.